# 리사 에델스틴
리사 에델스틴(Lisa Edelstein, 1967년 8월 21일 ~ )은 미국의 배우이다.